# Busta Petra Velikého (Karlovy Vary)
Busta Petra Velikého v Karlových Varech se nachází v lázeňských lesích na Petrově výšině. Byla vytvořena v roce 1877 pražským sochařem Tomášem Seidnem.
Pomník byl prohlášen kulturní památkou, je památkově chráněn od 3. května 1958, event. 5. února 1964, rejstř. č. ÚSKP 24844/4-897.

## Petr I. Veliký v Karlových Varech
Car Petr I. Veliký přijel do Karlových Varů dvakrát, v letech 1711 a 1712. Poprvé přijel 24. září 1711. Léčba se osvědčila, a tak si car pobyt zopakoval hned následující rok a jeho příjezd dne 19. října provázela velká sláva. Za jeho spokojený pobyt v Čechách tehdy zodpovídal nejvyšší hofmistr Českého království Antonín Jan Nostic.
Car byl mimořádně fyzicky zdatný, oceňoval manuální zručnost a srdečným vztahem k prostým lidem si získal popularitu. Např. celý jeden den pomáhal zedníkům při stavbě domu U páva, v železářském hamru v Březové ukoval tyč a podkovu, ze slonoviny zhotovil bohatě zdobenou tabatěrku, ze dřeva vysoustružil tři profilované nohy k tříhrannému karetnímu stolku či jako vynikající střelec vyhrál soutěž místních ostrostřelců ve střelbě do terče. Též je známo, že se nechal v Karlových Varech portrétovat barokním malířem Janem Kupeckým.
Během své druhé návštěvy v roce 1712 se zde setkal s německým filozofem Leibnitzem. Předmětem jejich jednání byly politické úvahy o možnostech spojenectví mezi Ruskem a Rakouskem proti Francii. V Karlových Varech car podepsal dekret, kterým byl Leibnitzovi udělen titul ruského tajného justičního rady s ročním platem 1 000 tolarů. Leibnitz za to měl pomoci rozvíjet studia, umění a vědu v Rusku.
Za carův odvážný kousek ze dne 11. listopadu 1712 je považován výkon, kdy (v rámci sázky) vyjel na neosedlaném selském koni na strmý vrchol ke kříži. Na výšinu tehdy ještě nevedla cesta a car musel zdolat výšku ve skalnatém terénu. Do dřevěného kříže, který na vrcholu stál již od 17. století, vyryl své iniciály MSPI (manu sua Petrus Imperator – vlastní rukou vladař Petr). Na paměť tohoto výkonu dostala výšina jméno Petrova a později zde byla zřízena vyhlídka Petra Velikého a postavena busta.

## Historie pomníku

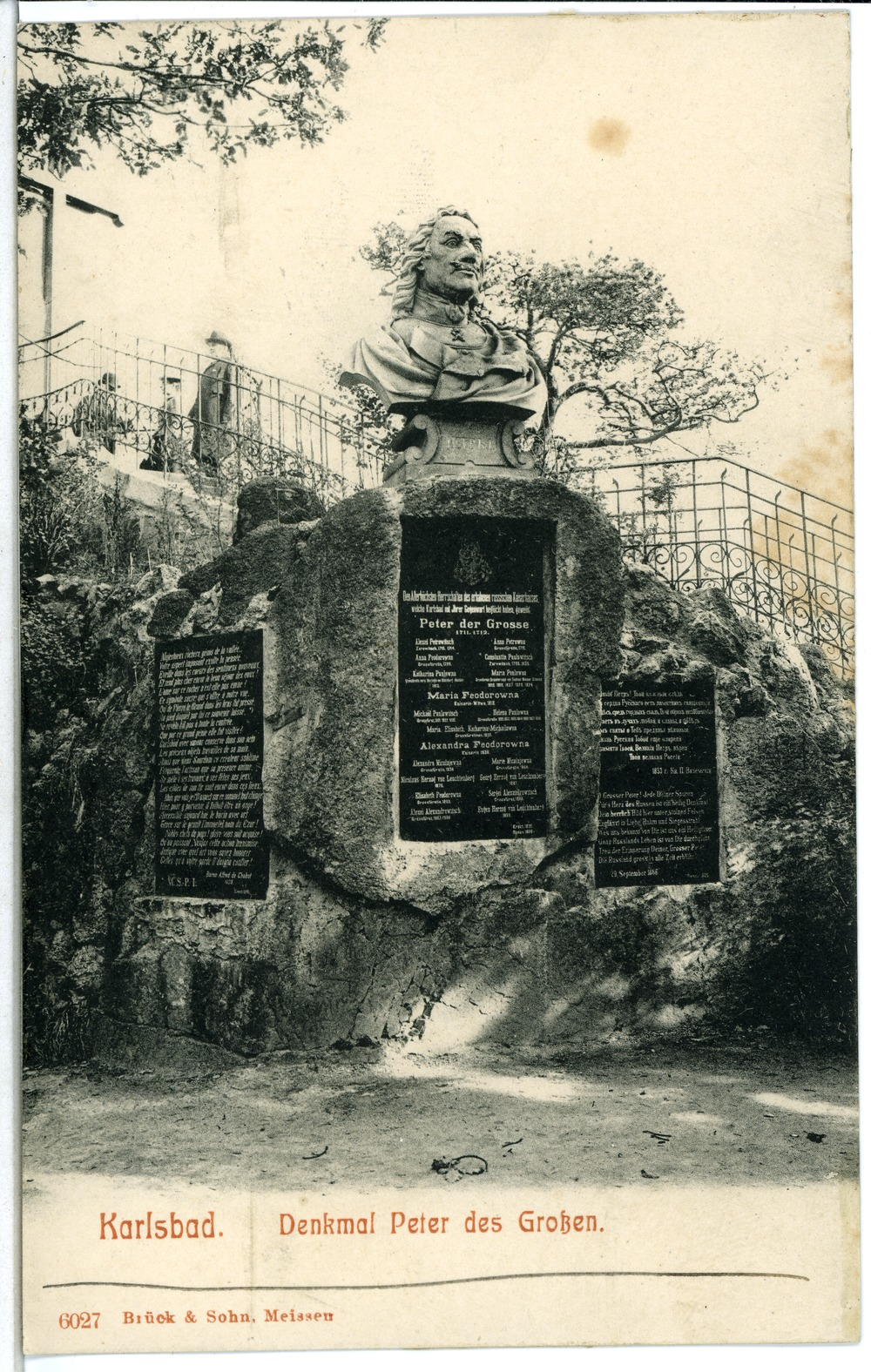
Pomník Patra Velikého, foto z roku 1905

V roce 1835 byla na skalisku na Petrově výšině osazena pamětní nápisová deska se jmény členů ruské carské rodiny, kteří lázně Karlovy Vary navštívili. Během 19. století přibyly další dvě postranní pamětní nápisové desky, na nichž jsou ódy oslavující cara. Autorem francouzské básně je polský spisovatel Alfred de Chabot, ruské z roku 1853 ruský spisovatel Petr Andrejevič Vjazemskij. Nápis v azbuce byl dne 29. září 1866 doplněn českým překladem básně. V roce 1877 byla na vrcholu skaliska s pamětními deskami osazena pískovcová busta cara, práce sochaře Thomase Seidana.
Roku 1909 byla původní tehdy již zvětralá pískovcová busta nahrazena věrnou kopií, rovněž z pískovce.
Roku 1948 byly renovovány všechny pamětní nápisové desky.
Roku 2011 při příležitosti 300. výročí prvního carova příjezdu do lázní byla busta kompletně rekonstruována ruskou společností Tinowa Group nákladem 200 tisíc korun. Při té příležitosti společnost Lázeňské lesy Karlovy Vary zrekonstruovala vyhlídkový ochoz a obnovila dřevěný kříž. Odhalení renovované busty poté proběhlo dne 24. září 2011 v rámci Slavností Petra I.

## Popis pomníku
Pískovcová busta v nadživotní velikosti je umístěna na nízkém volutovém podstavci postaveném ve výšce 2,5 m na vrcholu skalního bloku. Hlava s bohatě zkadeřeným vlasem je nepokrytá, přes ramena je přehozena zřasená drapérie pláště. Na přední straně soklu je zlaceným písmem v azbuce jméno: 
PETR I.

Pod bustou je na skále osazena obdélná pamětní nápisová deska z černého mramoru se zlaceným textem:
Věnováno nejvyšším členům vznešeného ruského carského domu, kteří poctili Karlovy Vary svou návštěvou

Pod nápisem jsou jména všech členů ruské carské rodiny, kteří lázně navštívili, s datací pobytu. Po levé straně je osazena obdélná postranní pamětní nápisová deska z černého mramoru se zlaceným textem francouzské básně, po pravé straně pak obdélná postranní pamětní nápisová deska z černého mramoru se zlaceným textem básně ruské.